# Locris vestigans
Locris vestigans är en insektsart som beskrevs av Jacobi 1904. Locris vestigans ingår i släktet Locris och familjen spottstritar. Inga underarter finns listade i Catalogue of Life.